# 王少峰 (1970年)
王少峰（1970年11月—），山东日照人。中国共产党党员。中华人民共和国政治人物。北京大学考古系考古学专业毕业，法学院法律史专业在职研究生学历。

## 生平
1990年7月，加入中国共产党。1993年7月，参加工作。历任北京大学团委副书记，共青团北京市朝阳区委副书记、书记，朝阳区朝外街道党工委副书记、办事处主任，中共北京市朝阳区委办公室主任、区委常委、区委宣传部部长，市委组织部副局级组织员，共青团北京市委书记等职。2011年1月当选共青团中央常委，同年7月任中共北京市西城区委副书记、副区长、代区长，12月正式当选区长。2019年1月，出任北京经济技术开发区工委书记。2022年3月，任北京市商务局局长。同年5月28日，调任中共北京市丰台区委书记。